# 慶徳
慶徳（けいとく）は、ベトナム後黎朝の神宗が使用した元号。1649年 - 1653年。

## 西暦との対照表
| 慶徳 | 元年   | 2年    | 3年    | 4年    | 5年    |
| 西暦 | 1649年 | 1650年 | 1651年 | 1652年 | 1653年 |
| 干支 | 己丑   | 庚寅   | 辛卯   | 壬辰   | 癸巳   |